# The 30th Anniversary Concert Celebration
The 30th Anniversary Concert Celebration é o sexto álbum gravado ao vivo pelo cantor Bob Dylan, lançado a 24 de Agosto de 1993.
O disco foi editado no aniversário dos 30 anos de carreira do artista. Foi gravado no Madison Square Garden em Nova Iorque em 1992 e teve a participação de outros artistas.
O disco atingiu o nº 40 da Billboard 200.

## Faixas
Todas as faixas por Bob Dylan
Faixa/Artista

### Disco 1
1. "Like a Rolling Stone" (John Cougar Mellencamp) – 6:53
2. "Leopard-Skin Pill-Box Hat" (John Cougar Mellencamp) – 4:20
3. "Introduction by Kris Kristofferson" – 0:55
4. "Blowin' in the Wind" (Stevie Wonder) – 8:53
5. "Foot of Pride" (Lou Reed) – 8:47
6. "Masters of War" (Eddie Vedder e Mike McCready) – 5:06
7. "The Times They Are A-Changin'" (Tracy Chapman) – 3:01
8. "It Ain't Me Babe" (June Carter Cash e Johnny Cash) – 3:50
9. "What Was It You Wanted?" (Willie Nelson) – 5:47
10. "I'll Be Your Baby Tonight" (Kris Kristofferson) – 3:04
11. "Highway 61 Revisited" (Johnny Winter) – 5:05
12. "Seven Days" (Ronnie Wood) – 5:26
13. "Just like a Woman" (Richie Havens) – 5:50
14. "When the Ship Comes In" (The Clancy Brothers e Robbie O'Connell com participação especial de Tommy Makem) – 4:23
15. "You Ain't Going Nowhere" (Mary Chapin Carpenter, Rosanne Cash e Shawn Colvin) – 3:52

### Disco 2
1. "Just Like Tom Thumb's Blues" (Neil Young) – 5:38
2. "All Along the Watchtower" (Neil Young) – 6:20
3. "I Shall Be Released" (Chrissie Hynde) – 4:26
4. "Don't Think Twice, It's All Right" (Eric Clapton) – 6:09
5. "Emotionally Yours" (O'Jays) – 5:43
6. "When I Paint My Masterpiece" (The Band) – 4:23
7. "Absolutely Sweet Marie" (George Harrison) – 4:43
8. "License to Kill" (Tom Petty & the Heartbreakers) – 4:52
9. "Rainy Day Women #12 & 35" (Tom Petty & the Heartbreakers) – 4:44
10. "Mr. Tambourine Man" (Roger McGuinn com Tom Petty & the Heartbreakers) – 4:10
11. "It's Alright, Ma (I'm Only Bleeding)" (Bob Dylan) – 6:21
12. "My Back Pages" (Bob Dylan, Roger McGuinn, Tom Petty, Neil Young, Eric Clapton, George Harrison) – 4:39
13. "Knockin' on Heaven's Door" (Todos os artistas) – 5:38
14. "Girl from the North Country" (Bob Dylan) – 5:12